# برونو جیرونکولی
برونو جیرونکولی (انگلیسی: Bruno Gironcoli; ۲۷ سپتامبر ۱۹۳۶ – ۱۹ فوریهٔ ۲۰۱۰) مجسمه‌ساز، و نقاش اهل اتریش بود.